# 半侧空间忽略
半侧空间忽略（英文：Hemispatial neglect），又称半侧空间忽略症、单侧忽略（unilateral neglect）、偏侧忽略、患侧忽略，是一种神经心理学病症，患者一侧大脑半球受损导致对身体另一侧的视觉、听觉等感觉出现无意识或意识缺失，大脑无法感知和处理另一侧的感官信号。同侧的意识缺失也有病例报告。

## 病因
大脑的顶叶和额叶与身体另一侧的注意力紧密相关，半侧空间忽略多因脑部后顶叶皮层（如顶上小叶）或颞顶交界处受损造成。而脑部损伤常由中风造成，多发于右侧大脑半球（导致身体左侧忽略），左侧大脑半球受损导致身体右侧空间忽略则较少。

## 诊断
一些忽略症诊断所用的图。

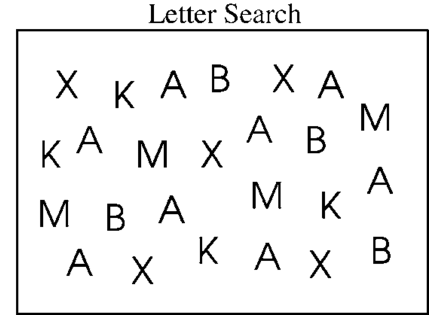
字母测试
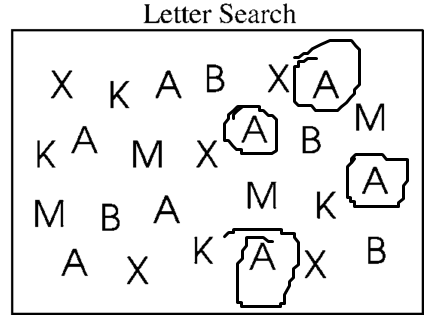
字母测试：患者无法发现纸上左侧的字母A
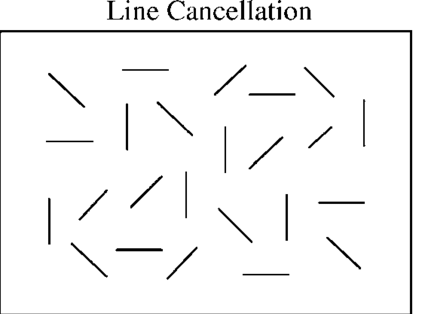
线段测试
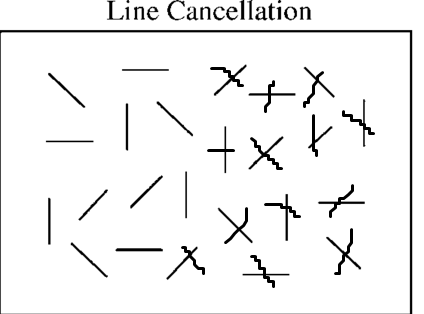
线段测试：患者无法发现纸面左侧的线段
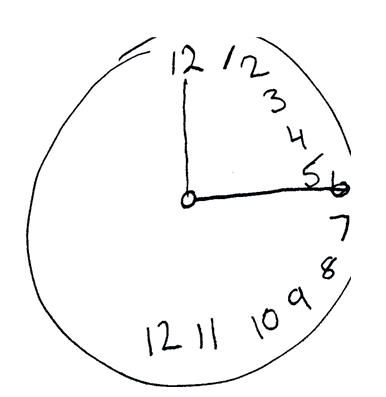
患者无法正确画出时钟
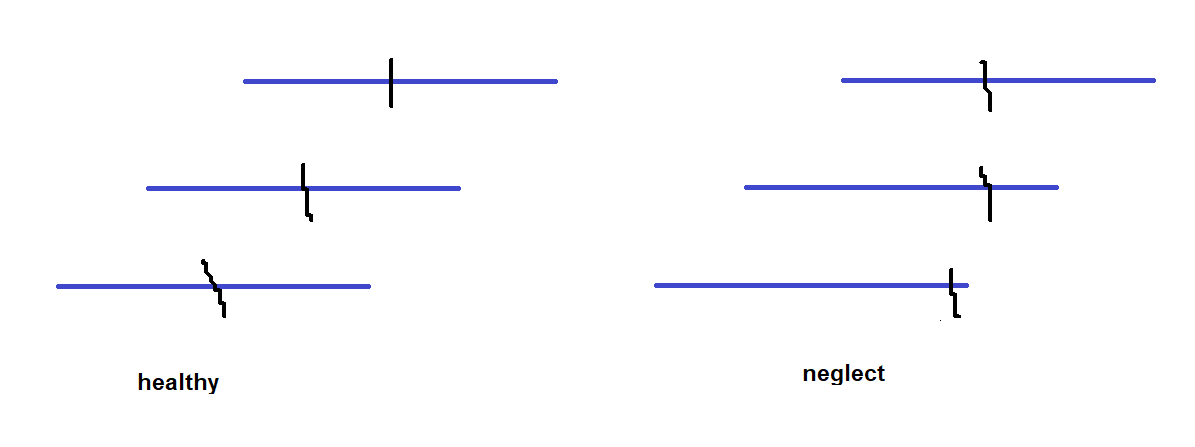
线段中点测试：患者（右）对线段中点位置判断出现较大偏差

## 治疗
治疗大多致力于恢复患者对身体左侧的注意力，包括采用棱镜治疗法等，恢复性治疗可由神经心理学家、作业治疗师、理疗师等进行。